# Внуков, Алексей Карлович
Алексей Карлович Внуков (4 августа 1922 — 20 октября 2014) — ученый-энергетик, доктор технических наук, профессор.

## Биография
Алексей Карлович Внуков родился 4 августа 1922 года в Москве.
В 1937 году переехал в Казахстан. Получил среднее образование в селе Баян Аул. В 1940 году вернулся в Москву и стал студентом Московского энергетического института. Его наставником в МЭИ был Михаил Адольфович Старикович. Алексей Внуков считал, что был любимым учеником у этого преподавателя, и обязан ему своим интересом к искусству и поэзии. Михаил Старикович консультировал Алексея Внукова по написанию дипломного проекта.
С 1947 по 1968 год работал во Львовском и Ташкентском ОРГРЭС. В этот период Алексей Внуков разработал экспресс-метод определения присосов топок. В 1950-х годах Алексей Карлович Внуков занимался усовершенствованием технологии сжигания газа и мазута.
В 1966 году вышла его монография «Надежность и экономичность котлов для газа и мазута». С 1968 года он жил в Минске — в белорусском филиале ЭНИН создал и возглавил лабораторию теплохимической коррозии.
В 1971 году была опубликована книга «Экспериментальные работы на парогенераторах». В 1978 году он стал главой отдела экологии энергетики в Белорусском институте НИПИэнергопром.
В 1981 году вышла книга «Теплохимические процессы в газовом тракте паровых котлов», а в 1992 году — справочник «Защита атмосферы от выбросов энергообъектов».
В 2000-х годах Алексей Внуков работал главным научным сотрудником в институте НИПИэнергопром. В 2005 году он стал членом научно-редакционного совета журнала «Энергетика и ТЭК».
В РУП «БелНИПИэнергопром» Алексей Внуков работал до наступления 90-летия.
Алексей Внуков опубликовал около 200 печатных работ, последняя из них вышла в 2014 году.
Член специализированного совета по присуждению ученых премий, член экологического совета Национальной академии наук Беларуси и Совета по теплоэнергетике Российской академии наук.
Алексей Внуков умер 20 октября 2014 года.